# حملة سافوي الصليبية
حملة ساڤوي الصليبية (بالإنجليزية: Savoyard crusade)‏(بالتركية: Savoyard Haçlı Seferi)‏، حملة صليبية شُنَّت على البلقان بين عامي 1366م-1367م قادها أماديوس السادس، كونت ساڤوي، واستعادت بعض الأراضي العثمانية حول مدينة القسطنطينية وفي غاليپولي. كانت هذه الحملة نتيجة التخطيط نفسه الذي أدى إلى الحملة الصليبية على الإسكندرية وكانت من بنات أفكار البابا أوربان الخامس. قادها أماديوس السادس، كونت ساڤوي، ووُجّهت ضد الدولة العثمانية في أوروبا الشرقية. على الرغم من أن هدف الحملة كان الوحدة مع مملكة المجر والإمبراطورية البيزنطية، إلا أنها تحولت عن هدفها الرئيسي وهاجمت الإمبراطورية البلغارية الثانية. حقق الصليبيون هناك مكاسب صغيرة ولكن سلّموها إلى البيزنطيين، واستعادت الحملة بعض مناطق العثمانيين في جوار القسطنطينية وفي غاليپولي، ولكن استعادها العثمانيون لاحقاً بعد الحملة.
قال المؤرخ نيكولاي لورغا، مشيرًا إلى الاهتمام الذي حظيت به بلغاريا لتوجيه الحملة عليها أكثر من العثمانيين، إن «الأمر لم يكن مشابهًا لحملة صليبية، بل كانت هذه الحملة أشبه بالمغامرة الطائشة». مع ذلك، كان الاستيلاء على غاليپولي وفقًا لأوسكار هالكي «أول نجاحٍ حققه المسيحيون في صراعهم للدفاع عن أوروپا، وكان في الوقت ذاته آخر نصر مسيحي عظيم على العثمانيين خلال القرن الرابع عشر بأكمله».

## التحضيرات

### العهود
في باباوية أفينون، يوم الجمعة العظيمة 31 مارس 1363م، أخذ ملك فرنسا يوحنا الثاني (16 أبريل 1319م - 8 أبريل 1364م) وملك قبرص بطرس الأول (9 أكتوبر 1328م - 17 يناير 1369م) عهودًا صليبيةً بالذهاب إلى الأراضي المقدسة، وحصلا على «شارة الصليب» (باللاتينية: signum crucis) من البابا أوربان الخامس ليحيكاها على ملابسهما بوصفها علامةً دالة على عهودهما.

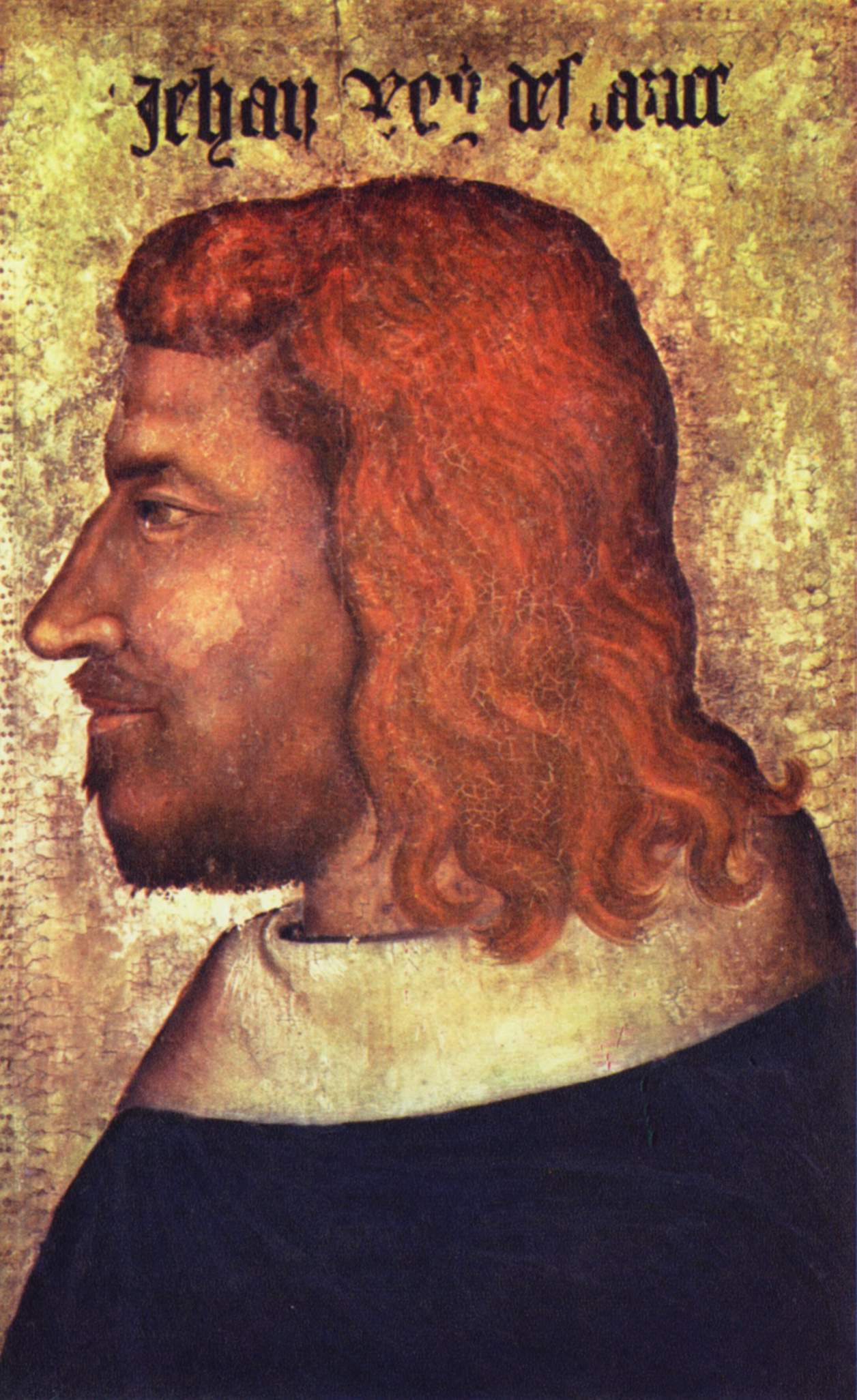
ملك فرنسا يوحنا الثاني.

كانت هذه بداية حملة ساڤوي الصليبية، إلا أن يوحنا الثاني لم يفِ شخصيًا بوعوده، أما بطرس الأول فلم يتعاون في النهاية مع كونت ساڤوي في تلك المخاطرة.
لم يقطع بطرس الأول عهوده الصليبية أمام البابا أوربان الخامس حتى تاريخ 19 يناير عام 1364م على الأغلب، وذلك حين انعقد مجلس من أقطاب المنطقة في أفينيون لتشكيل اتحاد بينهم (باللاتينية: colligatio) ضد جيوش المرتزقة الغزاة المُسمى: «الشركاء الأحرار» (بالفرنسية: grande compagnie)‏ والذي تواجد بين القرنين 12 و 14 الميلادي ولم يتبع أية حكومة، وكانوا يُجندون لصالح بعض الأشخاص خلال الحروب، ويعيشون عن طريق النهب عندما لا يُجندهم أحد.

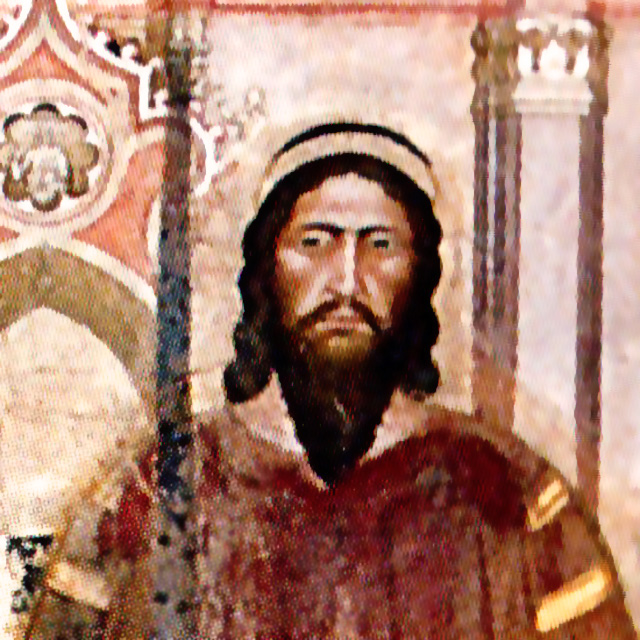
أماديوس السادس، كونت ساڤوي.

منح البابا بهذه المناسبة أماديوس السادس، كونت ساڤوي، «الوردةَ الذهبية» التي يباركها باباوات الكنيسة الكاثوليكية بشكل تقليدي سنويًا.
أسس الكونت أماديوس السادس «جماعة فرسان القلادة» لتحل محل «جماعة البجعة السوداء» السابقة. كان الأعضاء الأصليون «لجماعة فرسان القلادة» أتباعًا مخلصين، وكانوا غالبًا أقرباء لأماديوس وتعهدوا جميعًا بمرافقته في الحملة الصليبية وسافروا معه جميعًا شرقًا ما عدا اثنين منهم لأسباب صحية. أُعاد أماديوس السادس تسمية «جماعة فرسان القلادة» إلى: «النظام الأسمى للبشارة الأقدس» في عام 1362م وهو نظام فرسان ديني صليبي.

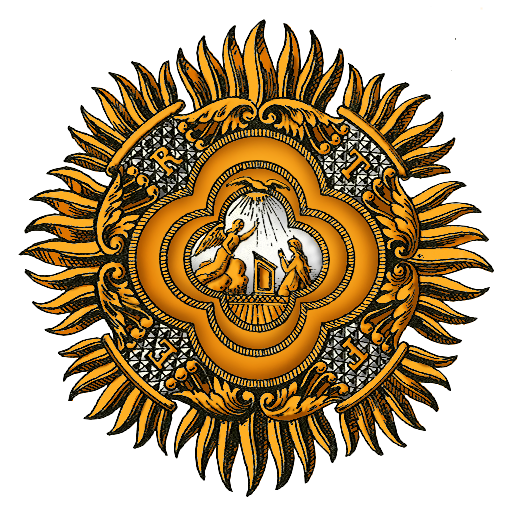
وسام "البشارة الأقدس" ويوضع على الصدر الأيسر لكل فارس من فرسان "النظام الأسمى للبشارة الأقدس".

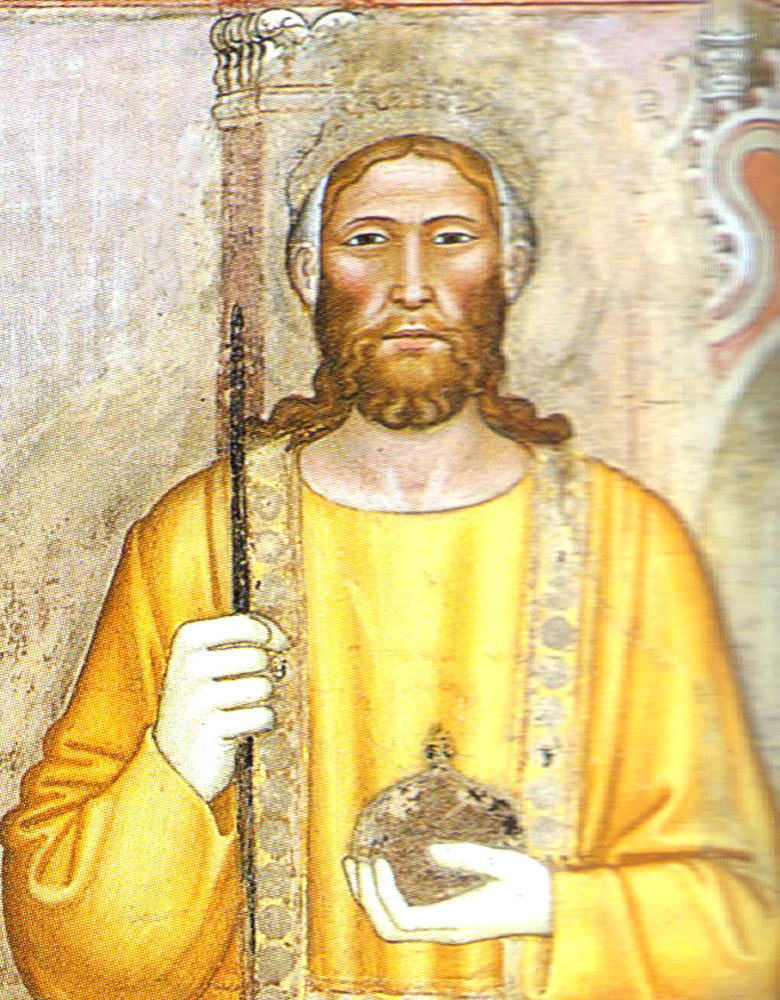
بطرس الأول القبرصي.

كانت «جماعة فرسان القلادة»، مثل أي حملة صليبية، مرصودة إلى السيدة مريم العذراء، وكان الموعد النهائي المُحدد لمغادرة الحملة الصليبية هو 1 مارس من عام 1365م.
رغم أن البابا توقع أن يغادر كل من «بطرس الأول القبرصي» و«أميديوس الساڤويي» في وقت أبكر، إلا أنه لم يلتزم أحد بالموعد النهائي، مع أن ملك قبرص غادر البندقية في 27 يونيو في حملة الإسكندرية الصليبية.
في شهر مايو من عام 1363م، ناشد أوربان الخامس ملكَ المجر لويس الأول لشن حملةٍ ضد الأتراك العثمانيين، وأمضى الملك شتاء 1364م-1365م يُجهزُ جيشًا لهجوم كبير مُعدٍّ لطرد العثمانيين خارج أوروپا. في شهر يناير من عام 1365م، بحسب تقرير جمهورية البندقية، جُمعت عشر سُفنٍ في بروفنس ليستخدمها لويس الأول، وكان لويس قد وجه نداءً طالباً الدعم من زادار ودالماسيا على البحر الأدرياتيكي. وفي الربيع، غزا شمال بلغاريا التي كان يحكمها «إيڤان سراتسيمير» الابن الثاني للقيصر البلغاري، بدلًا من أن يغزو أوروپا العثمانية (الروملي)، فغزا مدينة ڤيدين على ضفاف نهر الدانوب واحتلها، وأخذ إيڤان سراتسيمير أسيرًا إلى المجر.
وهكذا اكتملت حملته سريعاً في وقت مكّنه لاحقاً من التعاون مع أميديوس الساڤويي في هجوم مشترك على الأتراك العثمانيين في ربيع عام 1366م.

### تمويل الحملة

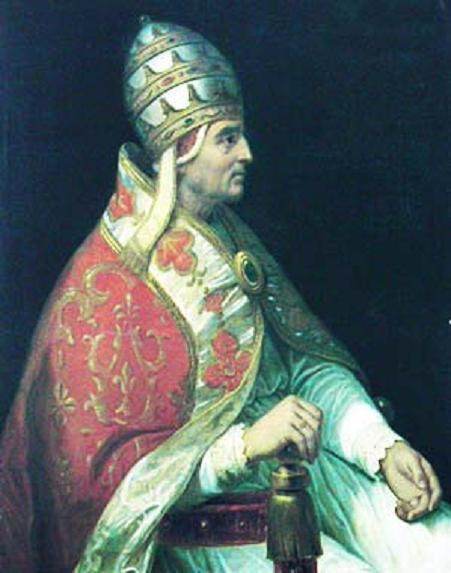
البابا أوربان الخامس.

في 1 أبريل 1364م، بذل البابا أوربان الخامس سعيا جادًا لتمويل حملة أماديوس السادس كونت ساڤوي بسلسلة من سبعة مراسيم باباوية لمنحه مصادر دخل جديدة مختلفة.
- جميع «المكاسب غير المشروعة» المُصادرة (باللاتينية: male acquisita) من السرقة أو الاغتصاب أو الربا والتي لا يمكن ردها للضحايا، كان من المقرر استخدامها للحملة الصليبية على مدى السنوات الست التالية.
- علاوة على ذلك، "جميع الموروثات والهدايا والمصادرات والغرامات والتكفير عن الذنوب التي لم يتم إنفاقها حتى الآن والتي تم توريثها أو منحها أو تخصيصها أو فرضها من أجل تقديم الدعم المالي للذهاب إلى الأرض المقدسة ومصلحتها (باللاتينية: pro dicto passagio et Terre Sancte subsidio) في مقاطعة ساڤوي وتوابعها للسنوات الاثنتي عشرة السابقة وللستة التالية" تم تعيينها في حساب تلك الحملة الصليبية.
- أخيرًا، كان على الكنيسة أن تدفع عُشرًا من عشورها لحساب الحملة الصليبية، باستثناء الكهنة الذين حصلوا على إذن للذهاب مع الحملة بأنفسهم.

### الجيش والأسطول
في أوائل عام 1366م كان أماديوس السادس في ساڤوي يجمع جيشه. تألف أكثر من نصف ذلك الجيش من الإقطاعيين الوراثيين التابعين لكونت ساڤوي، ولم تكن أي عائلة تقريبًا من مُلّاك الأراضي التابعين له غير مُمثلة في الجيش. انضم إليه أخوه غير الشقيق أوجييه (Ogier) وابن أخيه هامبرت (Humbert) ابن أخيه غير الشقيق هامبرت (الوالد والابن يحملان نفس الاسم: هامبرت). شارك آيمون (Aymon)، الأخ الأصغر لجيمس من پيامون (James of Piedmont)، وابنا أماديوس غير الشرعيين، وكلاهما يُدعى أنطوان (Antoine).
كان من بين الصليبيين الفارس الإنجليزي ريتشارد موسارد (Richard Musard)، وابن عم الكونت غيوم دي غراندسون (Guillaume de Grandson)، آيمون وريث أماديوس الثالث من چنيڤ، والذي كان مريضًا جدًا بحيث لم يتمكن من الوفاء بقَسَمِهِ، وكان لويس دي بوجو (Louis de Beaujeu) سَيِّد ألوانييه (sire d'Alloignet)، الذي كان حل محل أنطوان دي بوجو.
عندما وصل الجيش إلى البندقية، كان هذا الجيش قد تم تنظيمه في ثلاث فِرق عسكرية (batailles) تحت إشراف المارشال غاسبار دي مونمايور (Gaspard de Montmayeur):
1. الفرقة الأولى كانت بقيادة أماديوس (Amadeus) وجاسپار (Gaspard) وأيمار دي كليرمون (Aymard de Clermont) والأخوين جاي (Guy) ويوحنا من ڤيينا (Jean de Vienne).
2. الفرقة الثانية بقيادة إتيان دي لا بوم (Étienne de la Baume) سَيِّد باسيت (sire de Basset)، وسَيِّد سانت أمور (sire de Saint-Amour).
3. الفرقة الثالثة وكانت أكبرهم (بالفرنسية: grosse bataille)‏، كانت بقيادة غيوم دي غراندسون (Guillaume de Grandson)، أنتلمِيه دورتيير (Antelme d'Urtières)، وفلوريمون دي ليسبار (Florimont de Lesparre)، وضمت أقارب الكونت.

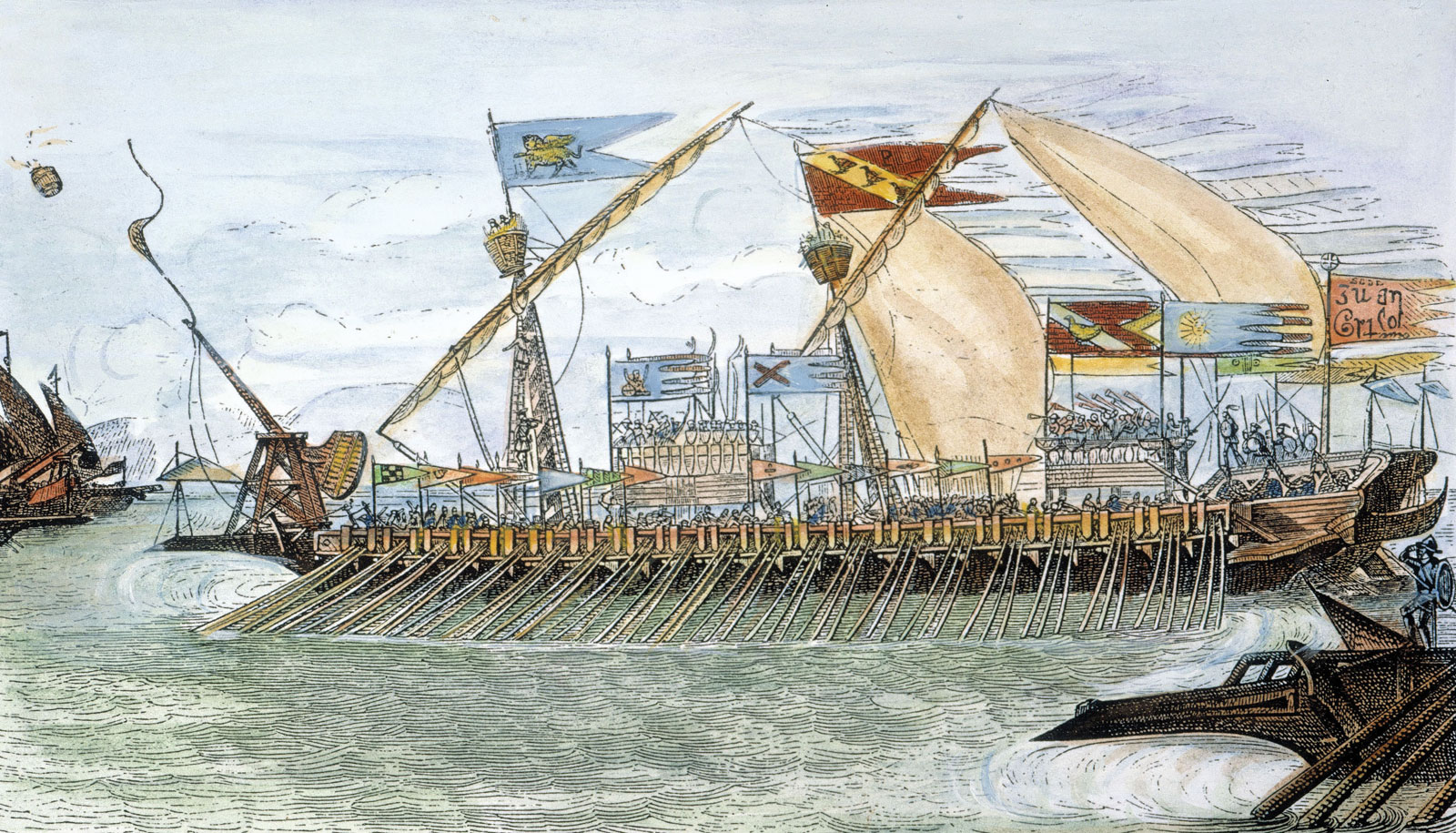
رسم لقادس من البندقية.

كانت حملة الإسكندرية الصليبية قد أضرت بعلاقات جمهورية البندقية التجارية مع القوى الإسلامية، ولهذا كانت جمهورية البندقية غير راغبة في المشاركة عسكرياً في الحملة الصليبية المتوقعة أو في توفير النقل البحري باتجاه الشرق بواسطة أسطول البندقية. لذلك أرسل البابا أوربان الخامس رسالة إلى جمهورية البندقية في مارس 1365م فلم تفلح في إقناعهم، ولكن سفارة من أماديوس اشترت وعدًا بتوفير قادسين (القادس: سفينة كبيرة بمجاديف) مقابل طلب الكونت لخمسة قوادس. تفاوض البابا أوربان الخامس، مهندس تلك الحملة الصليبية، مع جمهورية جنوة ومرسيليا لشراء سفن، ولكن الوعد بتوفير النقل البحري للجيش من الإمبراطور الروماني المقدس «كارل الرابع» لم يتحقق أبدًا.
انضم إلى جيش الحملة الصليبية عدد كبير من مرتزقة «الشركاء الأحرار» وتجمعوا في تورنو (Tournus) بشرق فرنسا تحت قيادة أرنو دي سيرڤول (Arnaud de Cervole)، ولكن عندما اغتيل في 25 مايو 1366م بالقرب من ماكون، أعرضوا جميع عن الحملة.

## السفر إلى الشرق

### من ساڤوي إلى البندقية
في 3 يناير 1366م في «لو بوجيه دولاك» (Le Bourget-du-Lac) بجنوب شرق فرنسا، واستعدادًا لمغادرته مع الحملة الصليبية، عيَّن أماديوس زوجته «بون دي بوربون» (Bonne de Bourbon) وصيَّة أثناء غيابه، بمعاونة مجلس من سبعة أشخاص، على الأقل اثنان منهم يكونا دائمًا شاهدين على الأوامر التي تصدرها الزوجة من أجل إنفاذها.

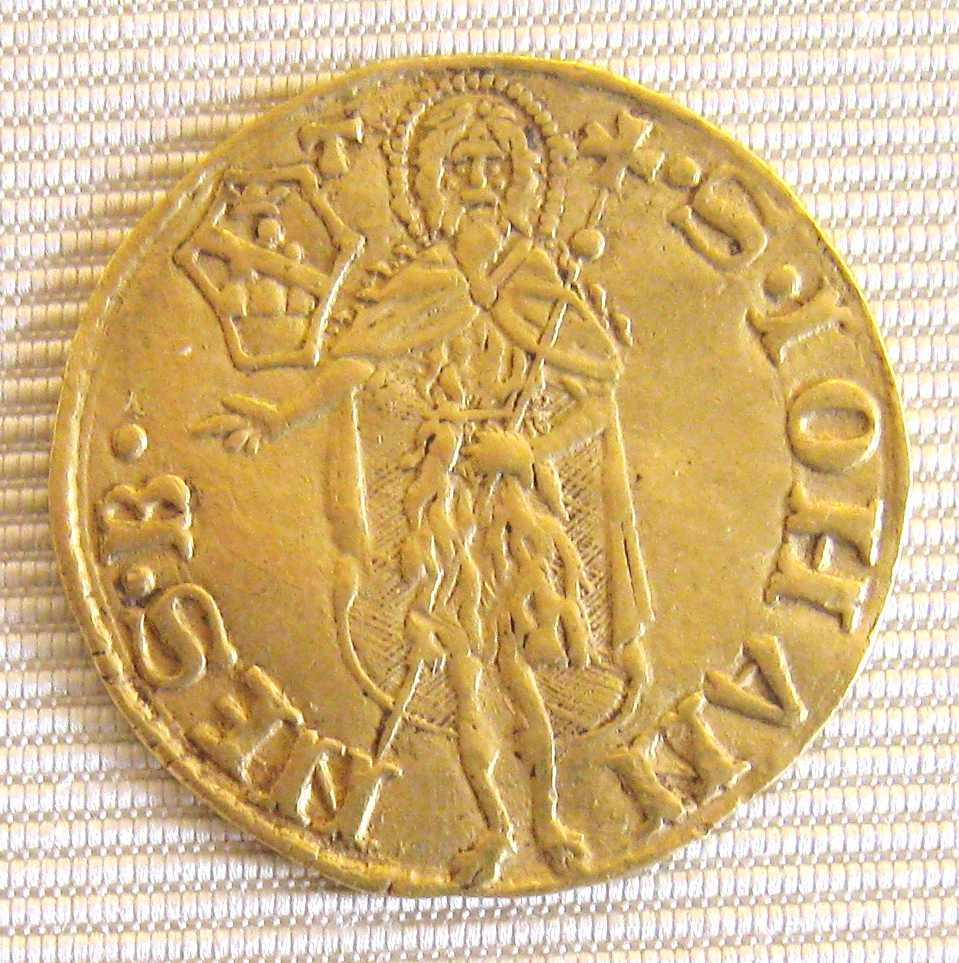
قطعة فلورين إيطالي.

في 6 يناير، ألغى البابا أوربان الخامس المراسيم البابوية التي كان قد أصدرها في 1 أبريل 1364م، ربما احتجاجًا على تأخر جهود الحملة الصليبية أو اعتراضا على الوجهة المقترحة للحملة والتي لم تكن الأراضي المقدسة، وبالتالي قطع مصدرًا رئيسيًا للتمويل. على الرغم من أن أماديوس ذهب إلى أفينيون للاحتجاج وتلقى على ما يبدو مباركة البابوية لمغامرته، إلا أن المراسيم البابوية لتمويل الحملة ظلت ملغية. اضطر الكونت للمطالبة بإعانة عامة (ضريبة) من أجل «رحلة إلى الخارج» (باللاتينية: viagio ultramarino)، ولكنه لم يستطع تحصيل هذه الأموال حتى عام 1368م، فاضطر لاقتراض 10,000 فلورين من بعض بنوك ليون، ورهن فضيات الأسرة من أجل تغطية تكلفة النقل البحري للحملة.
في 8 فبراير، بدأ أماديوس رحلته البرية إلى البندقية.
وصل أماديوس إلى ريڤولي بحلول 15 فبراير، ثم وصل باڤيا بحلول منتصف مارس، حيث كان صهره جالياتسو الثاني فيسكونتي (Galeazzo II Visconti) يحكم هناك. ثم عاد وزار سان جان دي موريان (Saint-Jean-de-Maurienne) قبل أن يعود إلى باڤيا بحلول أواخر مايو ليكون أباً بالمعمودية (godfather) في معمودية ابن أخيه جيانغاليتسو (Giangaleazzo) الرضيع الذي سُمّيَ: جيانغاليتسو الثاني.
قدمت شقيقته بيانكا، والدة جيانغاليتسو الأكبر، تبرعًا لصندوق الحرب الخاص به، وقدم صهره قروضًا من المال والرجال: 25,000 فلورين وخمسة وعشرون رجلاً مسلحًا، وستمائة جندي من المرتزقة (brigandi) وستة عشر مسئول حظائر الخيول والدواب (conestabiles) تحت ابنه غير الشرعي سيزار (Cesare)، على نفقة جالياتسو للأشهر الستة الأولى.

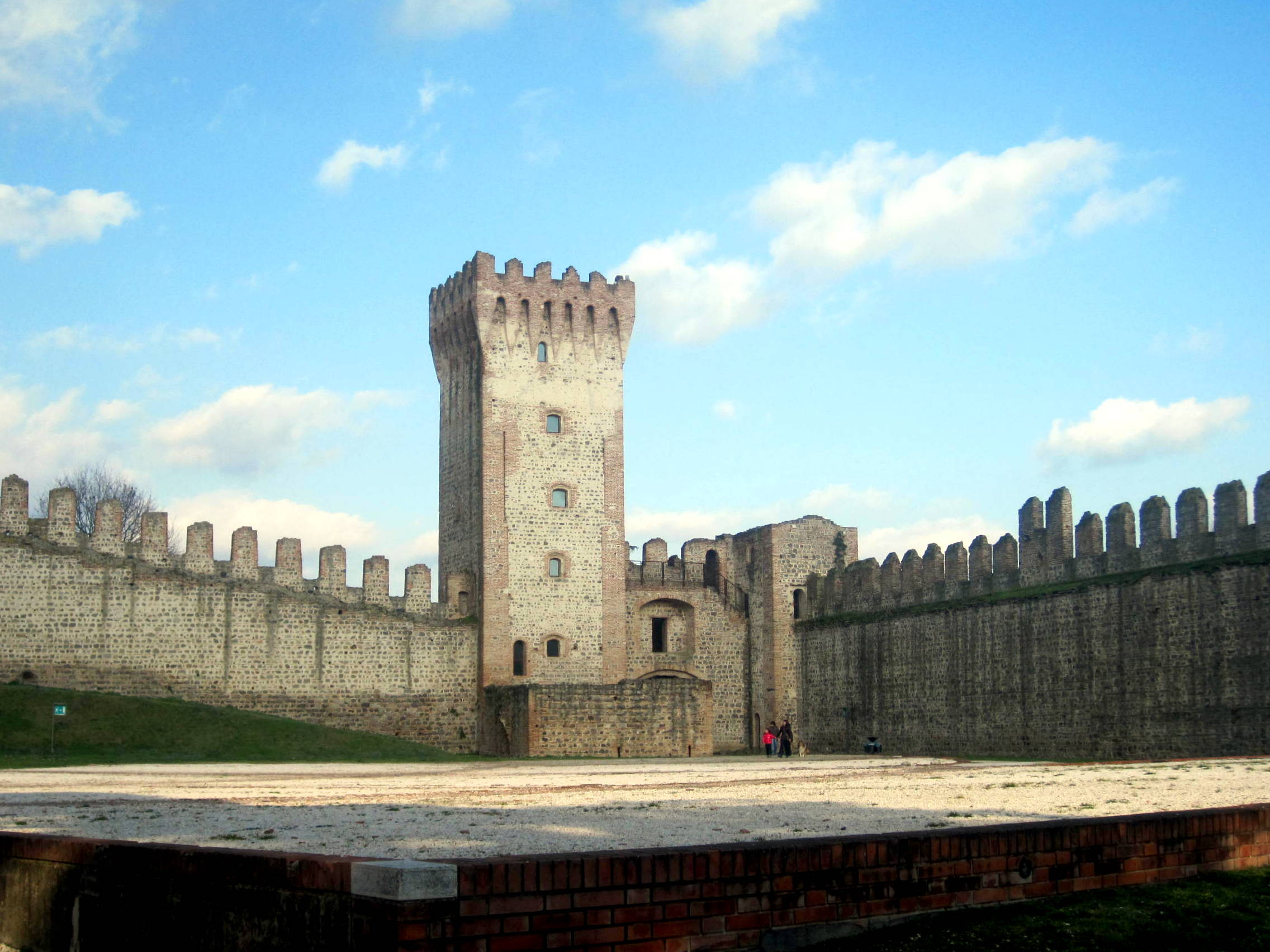
قصر أسرة كارّاريسي الحاكمة (Carraresi).

ذهب نصف الجيش الصليبي بقيادة إتيان دي لا بوم (Étienne de la Baume) من هناك إلى جنوة للانطلاق بالأسطول الذي ينتظرهم لينقلهم إلى البندقية، وفي 1 يونيو، غادر باقي أفراد الجيش تحت قيادة أماديوس إلى بادوفا (Padua)، حيث عرضت عليه الأسرة الحاكمة، كارّاريسي (Carraresi)، استخدام قصرهم في البندقية.
في 8 يونيو، وصل أماديوس والجيش الرئيسي إلى البندقية، وعندما أبلغ البنادقة بأن حملته الصليبية ليست موجهة إلى الأرض المقدسة، عرض عليه البنادقة عليه مزيداً من المساعدة تشمل السفن والرجال إن كانت الحملة سوف تنتزع جزيرة تينيدوس من أملاك جمهورية جنوة، وهو ما تكن الحملة الصليبية لتقوم بفعله.
ورحل الأسطول في حوالي 21 يونيو من البندقية.

### من البندقية إلى غاليپولي
أبحر الأسطول أسفل ساحل دلماسيا على الساحل الشرقي من البحر الادرياتيكي (يقع معظمه حالياً في كرواتيا الحديثة) وتوقف في پولا (Pola) ودوبروفنيك (Ragusa) وجزيرة كورفو وأخيراً كوروني (Coron) التي كانت تحت سيطرة البندقية.

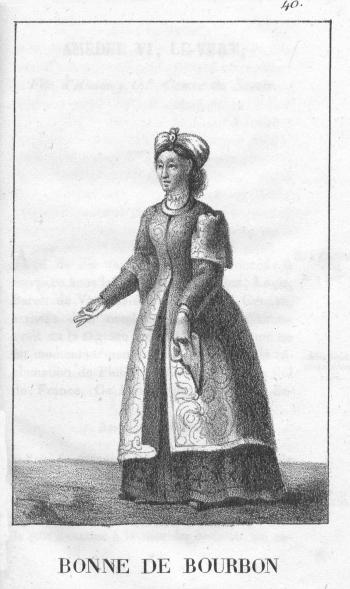
بُونّ دي بوربون زوجة أماديوس السادس، وابنة أخِ ماري دي بوربون.

هناك علم أماديوس أن ماري دي بوربون (Marie de Bourbon) ابنة لويس الأول دوق بوربون، وعمّة زوجته «بُونّ» (Bonne de Bourbon)، كانت مُحاصرة في قلعتها في بيلوس من قِبَل أنجيلو أكيايولي (Angelo Acciaioli) رئيس أساقفة پاتراس الذي استولى على أراضيها لصالح صهرها فيليپ من تارانتو (Philip of Taranto)، الذي اعترض على مطالبة ماري دي بوربون بإمارة أخايا نيابة عن ابنها الصغير «هيو» (Hugh)، الذي كان والده الراحل روبرت أمير تارانتو (Robert, Prince of Taranto).
في أوائل عام 1366م، قامت ماري وابنها «هيو» بتكوين جيش من المرتزقة من قبرص وبروفانس (Provence)، وبدأت في استعادة أراضي الإمارة التي طالبت بها لابنها بعد وفاة والده. أثناء المفاوضات، قام مُحافظ قلعة ماري: غيوم دي تالاي (Guillaume de Talay) باعتقال سيمون ديل بوجيو (Simone del Poggio)، مساعد صهرها فيليب من تارانتو (Philip of Taranto)، وسجنه في زنازين بيلوس.
وتصادف وصول أماديوس مع إحكام الحصار على ماري وابنها «هيو» في بيلوس بواسطة الهجوم المضاد الذي يقوده رئيس الأساقفة، فطلبوا من أماديوس كونت ساڤوي التحكيم، فقرر أماديوس أن ماري يجب أن تتخلى عن أي مطالبة بشأن پاتراس، وأن يقوم رئيس الأساقفة بإجلاء قواته من جنوب إمارة أخايا، وأن وتُترك ماري في سلام تحوز إمارة أخايا. وبذلك تم إنقاذ «الفتاة المنكوبة» ماري و«حقوق الكنيسة» في پاتراس، وعاد أماديوس إلى سفنه.
في كوروني، التقى الأسطول البندقي الذي كان يقوده قبطان سفينة الكونت: أونتلميه دورتيار (Antelme d'Urtières)، مع سفن جنوة، ليشكلا معاً أسطولاً من خمسة عشر سفينة تحت القيادة العامة للأدميرال إتيان دي لا بوم (Étienne de la Baume)، وقُسّم الجيش على متن القوادس على أساس جغرافي، بحيث كانت هناك سفينة لرجال منطقة «بريس» (Bresse)، وأخرى «لرجال فوجانسي» (des gens de Foucignie)، وأخرى لساڤوي (Savoye)، وهكذا.
كان على جميع السفن أن تبحر على مرأى من بعضها البعض وألا يُبحر أحدٌ قبل الكونت، وفُرضت غرامات على من ينتهك هذه الأوامر. استُخدمت الإشارات بالأعلام البحرية نهارًا وبالفوانيس المُضاءة ليلاً للتواصل بين السفن؛ وأُعطيت إشارات الهجوم بواسطة نافخي الأبواق من على متن سفينة الكونت، وتم التحكم بدقة في الرحلة بأكملها من قبل كونت ساڤوي.
انطلق الأسطول من كوروني إلى أجيوس جورجيوس (San Giorgio d'Albora) في جزيرة هيدرا، ومن هناك إلى خالكيذا (Negroponte)، وأخيراً إلى مضيق إيڤريبوس (Euripus)، المحطة الأخيرة قبل دخولهم الأراضي العثمانية، وهناك اشتروا المياه النظيفة، واشترى طبيب الكونت غوي ألبين (Gui Albin) مُطهّرات للمعدة (saculi pro stomaco).

## الحملات الصليبية

### الحملة على غاليپولي
على الرغم من أن الصليبيين كانوا هم الذين يأملون في الحصول على مساعدة من الإمبراطور البيزنطي يوحنا الخامس باليولوج إلا أن البابا جعلها مشروطة بإعادة الكنيسة الأرثوذكسية اليونانية (روم أرثوذكس) إلى التشارك مع الكنيسة الكاثوليكية الرومانية (الكاثوليكية) وتحت السيادة البابوية الكاثوليكية، وذلك على الرغم من أن الحملة الصليبية كانت هي التي تطمح إلى الإمبراطورية البيزنطية للتخفيف من الضغط العثماني. وكان الصليبيون يرجون أيضًا دعمًا من لويس المجري (Louis of Hungary) إلا أن كل ما تم تلقيه كان اثنين من المرافقين الملكيين الذين خدما أماديوس «في المقاطعات البلغارية» (in partibus Burgarie).
في ربيع عام 1366م، سافر الإمبراطور يوحنا الخامس إلى البلاط المجري لقبول المساعدة العسكرية وأقسم اليمين نيابة عن نفسه وأبنائه على التحول إلى الكاثوليكية.
في 1 يوليو، قام البابا أوربان بتمديد المرسوم الباباوي بغفران الحملة الصليبية (Bull of the Crusade) الصادر إلى لويس، ولكن في 22 يوليو عَلّقَت رسالة من البابا كل الامتيازات الممنوحة في وقت سابق من ذلك الشهر تعليقاً لمدة عام واحد، مما أدى إلى تأجيل تقديم العون لليونانيين إلى ما بعد عودتهم إلى الطائفة الكاثوليكية، ولإقناع لويس بعدم القيام بمساعدة «المنشقين» (الأرثوذكس)، وذلك على الرغم من أن البابا لم يمنعه صراحة من ذلك.
عند عودة الإمبراطور يوحنا الخامس عبر بلغاريا، وجد نفسه محصورًا ومحاطًا بالقوات البلغارية وغير قادر على العبور إلى أراضيه، فسيطر ابنه أندرونيكوس الرابع باليولوج على الحكومة وكان متزوجاً من كيراتسا ابنة القيصر البلغاري.

شعار ساڤوي.

كان الكونت أماديوس والإمبراطور يوحنا الخامس أبناء عمومة من الدرجة الأولى، حيث كانت آنا (Anna) والدة يوحنا الخامس أخت آيمون (Aymon) والد أماديوس.
وتحت هذه الظروف، علمًا بذلك الوضع في بلغاريا وبالمواقع العثمانية في أوروپا، قاد أماديوس أسطوله إلى مضيق الدردنيل، حيث انضم إليه أسطول تحت قيادة فرانشيسكو الأول جاتيلوسيو، أمير جزيرة ليسبوس وصِهر الإمبراطور المُحاصر يوحنا الخامس. تسجّل سجلات الحملة أنهم التقوا بمفرزة من الجيش البيزنطي بقيادة بطريرك القسطنطينية.
في 22 أغسطس، شن الأسطول الصليبي المشترك هجومًا على غاليپولي، المدينة الثانية للعثمانيين الأوروپيين. وبينما كان الجيش يهاجم الأسوار، هجر العثمانيون المدينة ليلاً وفي الصباح فتح السكان البوابات للصليبيين. سلطت المصادر التي وصلتنا ضوءًا محدودًا على هذه الحلقة الوجيزة ولكن وفقًا لسجل الكونت، كانت كل من المدينة والقلعة في أيدي الساڤويين بحلول 26 أغسطس فعيّنوا حامية عسكرية وقادة لكل منهما - جياكومو دي لوسيرنا (Giacomo di Luserna) للمدينة وأيمون ميخائيل (Aimone Michaele) للقلعة، مع مسؤوليتهما ليس فقط الدفاع عن غاليپولي ولكن أيضًا عن حراسة مدخل مضيق الدردنيل. وفي 27 أغسطس، أُرسل رسول إلى الغرب يحمل نبأ «الانتصار الأول والأشهر على الأتراك الوثنيين».

بيرق العثمانيين من عام 1299م إلى 1453م.

تفسر السجلات المكتوبة النجاح السريع الذي حققه الصليبيون بأن سببه الانسحاب العثماني، ولكن من المعروف أنه في 12 سبتمبر في «بك أوغلي» (بالتركية: Beyoğlu)‏ إحدى ضواحي القسطنطينية، كان الكونت يجهّز جنازات العديد من رجاله الذين قُتلوا في الهجوم على غاليپولي، ومنهم سيمون دي سان أمور (Simon de Saint-Amour) ورولان دي ڤيسي (Roland de Veissy)، وكلاهما من «جماعة فرسان القلادة» التي أسسها الكونت أماديوس، واشترى أمين صندوق الكونت، أنطوان باربييه (Antoine Barbier)، ثمانية عشر درعاً تحمل «شِعارالقلادة» (devisa collarium) لجنازتهم. تم دفع 81 مصباحاً شمعياً وصدقات مقابل دفن جيرارد مارشال من ساڤوي (Girard Mareschal from Savoy) وجان ديفيردون من ڤودوا (Jean d'Yverdon from Vaud).
ومما سبق يبدو أن العثمانيين كبّدوا الحملة الصليبية خسائر بشرية فادحة ثم يتركوا لهم مدينة غاليپولي، ولم يأسر الصليبيون أحداً من العثمانيين.
منعت عاصفة في بحر مرمرة بقية الحملة الصليبية من مغادرة غاليپولي، ولكن بحلول 4 سبتمبر وصلوا عن طريق البحر إلى القسطنطينية. نزل الأسطول في «بك أوغلي» حي جنوة حيث أقام معظم رجاله الجنويين، على الرغم من أن البعض أقام في حيّ غلطه (Galata) حي البنادقة (borgo de Veneciis). أما أماديوس فقد اشترى لنفسه منزلاً غير مفروش في المدينة نفسها.
بالإضافة إلى تكلفة الأثاث والجنازات التي دفعها الكونت أماديوس، دفع أيضاً لمترجمه باولو (Paulo) أجر ثلاثة أشهر.

### الحملة على بلغاريا

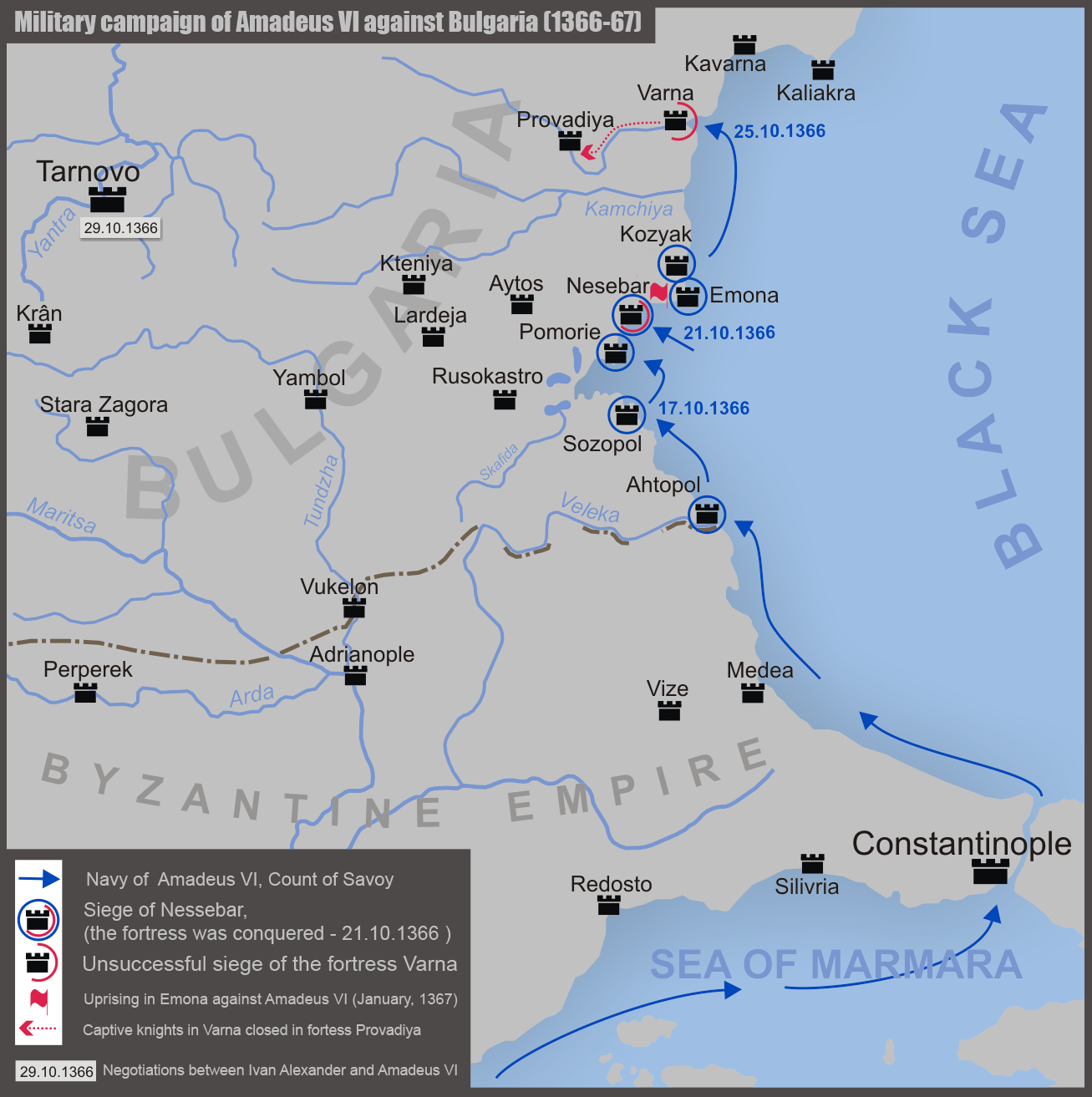
خارطة سير حملة ساڤوي الصليبية على بلغاريا.

أرسل أماديوس من القسطنطينية سفارة ساڤويية إلى الإمبراطور يوحنا الخامس الذي كان على ما يبدو في ڤيدين، ويبدو أنه طلب منه تدخلاً عسكرياً بيزنطياً حتى يتسنى لأماديوس العودة إلى عاصمته.
عرضت الإمبراطورة هيلينا قانتاقوزن (Helena Kantakouzene) على كونت ساڤوي أموالاً للقيام بحملة عسكرية على بلغاريا. وعلى الرغم من أن أماديوس لم يكن لديه مذكرة من البابا تسمح له بمهاجمة البلغار، وأن البلغار كانوا يُعتبروا إخوانه في المسيحية حتى وإن كانوا منشقين (مسيحيين أرثوذكس) وليسوا كاثوليك مثله، ولكنه انطلق بحملته على بلغاريا.
ترك الكونت فرقة عسكرية في القسطنطينية، ثم قاد أسطولًا واتجه على ساحل البحر الأسود شمالاً إلى بلغاريا يوم 4 أكتوبر، وفي غضون يومين وصلوا ميناء لورفينال (l'Orfenal) ثم سوزوپول (Sozopolis)، التي كان من المفترض منذ فترة طويلة أنها كانت في أيدي البيزنطيين، ولكن يبدو أنها أصبحت تخص البلغار. لم تنشب معركة هناك، وليس من الواضح ما إذا كانت المدينة قد استسلمت أم تم تجاوزها ببساطة بدون مناوشات. تُظهِر حسابات مصاريف أماديوس السادس الماليّة أنه «كان في سوزوپول» (apud Tisopuli) في الفترة من 17 إلى 19 أكتوبر، لكنه ربما يكون قد خيّم فقط خارج أسوارها. ومع ذلك، ربما يكون قد استولى على بورغاس البلغارية.

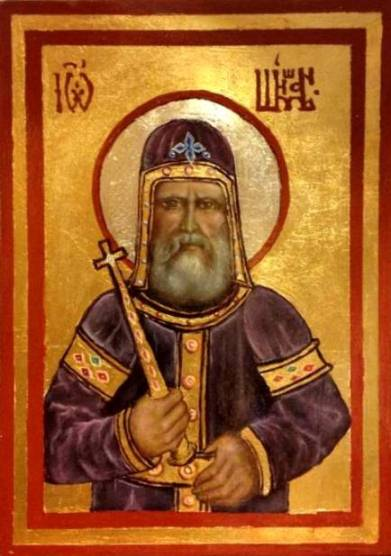
إيڤان شيشمان قيصر بلغاريا.

في 20 أكتوبر استولى الكونت على مدينة نيسيبار (Mesembria) البلغارية وقلعتها بعد أن قاوموا مقاومة شديدة تسببت في مقتل العديد من الفرسان والإقطاعيين ولكن تم القضاء على النيسيباريين ولم يسلم النساء والأطفال، ونُهبت المدينة نهباً.
ثم احتل بعد ذلك مدينة بوموري (Pomorie) البلغارية، التي يسميها الساڤويُّون باسم: لاسيلو (Lassillo)، وربما أيضًا ماكروپوليس (Manchopoly) وسكافيدا (Stafida)، وسيطر على خليج بورغاس.
كانت المنطقة الساحلية لبلغاريا (دوبروجا حالياً) في هذا الوقت تتبع إمارة كارڤونا (Principality of Karvuna) شبه المستقلة، وكان يحكمها النبيل «دوبروتيتسا» (Dobrotitsa) كثغر حدودي للإمبراطورية البلغارية وكانت ڤارنا مدينتها الرئيسية.
وصل الصليبيون مدينة ڤارنا في 25 أكتوبر وأرسلوا سفارة لمواطنيها يطلبون منهم الاستسلام. رفض مواطنوا ڤارنا الاستسلام ولكنهم وعدوا بإرسال رسلهم إلى القيصر إيڤان شيشمان (Ivan Shishman) الذي كانت عاصمته في فيليكو تارنوفو (Tirnovo) شمال بلغاريا، وطالبوه بالسماح ليوحنا الخامس بالمرور، وذلك على الرغم من أن شيشمان لم يكن يسيطر على ڤيدين في ذلك الوقت، وكان يحكمها شقيقه إيڤان سراتسيمير (Ivan Sratsimir). في غضون ذلك زود أهالي ڤارنا الجيش الصليبي بالمؤن وتم تبادل العديد من السفارات بين تارنوفو وكونت ساڤوي الذي من أجل تعزيز موقفه التفاوضي، هاجم واستولى على قلعة إيمونا المبنية فوق «رأس إمينا» (Cape Emine)، جنوب شرق بلغاريا ب55 كم على طول الساحل. بعد أن استسلم أهالى إيمونا بشروط، تمردوا، فسحقهم أماديوس ثم أنشأ حامية عسكرية هناك وعاد إلى ڤارنا.
مع استمرار الهدنة بين فارنا وكونت سافوي، قامت مجموعة من الصليبيين الشباب بالمغامرة عن طريق البحر للاستيلاء على قلعة «كالوكاستر» (Calocastre) الصغيرة في الليل. اكتشفهم الحراس وهم يحاولون تسلق الجدران وذبحوهم. ورغم أن أماديوس أعرب عن عدم موافقته على عملهم المستقل، إلا أنه قاد حملة انتقامية أدت إلى ذبح سكان كالوكاستر.
استمرت المفاوضات مع البلغار حتى منتصف نوفمبر، وربما بإصرار من القيصر، رفع أماديوس حصار ڤارنا وانسحب إلى نيسيبار قبل 18 نوفمبر تاركًا حامية عسكرية في إيمونا.
في 23 ديسمبر، أرسل القيصر شيشمان رسالة إلى أماديوس مفادها أنه يسمح للإمبراطور بالذهاب من ڤيدين إلى كالياكرا (Kaliakra)، مرورا بأراضي النبيل «دوبروتيتسا». أرسل الكونت حفلاً إلى هناك ليرحبوا بالإمبراطور عند قدومه، وأمضى الشتاء في نيسيبار حيث أدار المدينة جيدًا واستخرج الضرائب بجميع أنواعها.
في أوائل يناير 1367م، نقل الكونت بلاطه عبر الخليج إلى سوزوپول حيث وصل الإمبراطور أخيرًا في 28 يناير، دون أن يتوقف في كالياكرا.

### الحملة على جوار للقسطنطينية

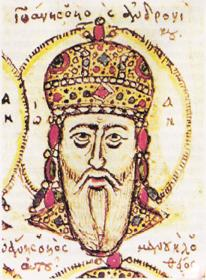
الإمبراطور يوحنا الخامس باليولوج.

في أواخر يناير أو أوائل فبراير، تمرد مواطنوا إيمونا (Emona) البلغارية.
في 15 مارس، وربما بعد أن غادر الإمبراطور إلى القسطنطينية بعد أن وعد بتحمل تكلفة حملة أماديوس الصليبية إلى بلغاريا مقابل استلام المدن التي احتلها، ذهب الكونت إلى نيسيبار (Nesebar) البلغارية للإشراف على الاستعدادات النهائية لرحيله، بما في ذلك دفع فدية جميع رجاله الأسرى في السجون البلغارية.
بحلول 9 أبريل تم إنجاز كل شيء وعاد الصليبيون إلى القسطنطينية، وعلى حد تعبير مؤرخي الساڤويين: "من أجل استقبال ابن عمه الكونت بشكل أكثر تقديرًا وشرفًا، قام بإعداد الكهنة والمجامع وجميع الطوائف الدينية، والسادة، والمواطنون، والتجار، والناس، والنساء، والأطفال، وجميعهم ذهبوا إلى شاطئ البحر لمقابلة الكونت وهم يصيحون "يحيا كونت ساڤوي، الذي أنقذ اليونان من العثمانيين، و (أنقذ) مولانا الإمبراطور، من يد إمبراطور بلغاريا".
وفي القسطنطينية، وافق يوحنا الخامس أخيرًا على دفع 15,000 فلورين من تكاليف الحملة البلغارية، ولكن تم استلام حوالي 10,000 فقط في نهاية الأمر.
كان أماديوس لا يزال ينوي شن حرب ضد العثمانيين، لكن قدرته على القيام بذلك تضاءلت منذ الاستيلاء على غاليپولي. ومع ذلك، استولى في 14 مايو على قلعة إينيقوسّيا (Eneacossia) العثمانية (حاليا «كوجك جكمجة» بتركيا) على الشاطئ الشمالي من بحر مرمرة، والتي أخبرنا المؤرخ اليوناني يوحنا السادس قانتاقوزن أنها كانت «القلعة القريبة من ريدجيو» (Rhegium)، أي: كوجك جكمجة (بالتركية: Küçükçekmece)‏ حالياً بتركيا الحديثة. كوفئ أحد جنود ساڤوي لقيامه بغرس راية الساڤويين فوق البرج أثناء المعركة.
في ذلك الشهر نفسه، اضطر أماديوس إلى الاندفاع شمالًا للدفاع عن سوزوبوليس من هجوم عثماني، وفي 24 مايو أو بالقرب منه، أشعل رجاله النار في القلعة العثمانية المسماة كالونييرو (Caloneyro)، والتي ربما تمثلها الآثار البيزنطية في بويوك شكمجة (بالتركية: Büyükçekmece)‏ الحالية بتركيا.
خلال الفترة من أبريل إلى مايو، كان الشاغل الرئيسي للحملة الصليبية هو سداد أموال مالكي السفن وجمع الأموال لرحلة العودة.

## رحلة العودة

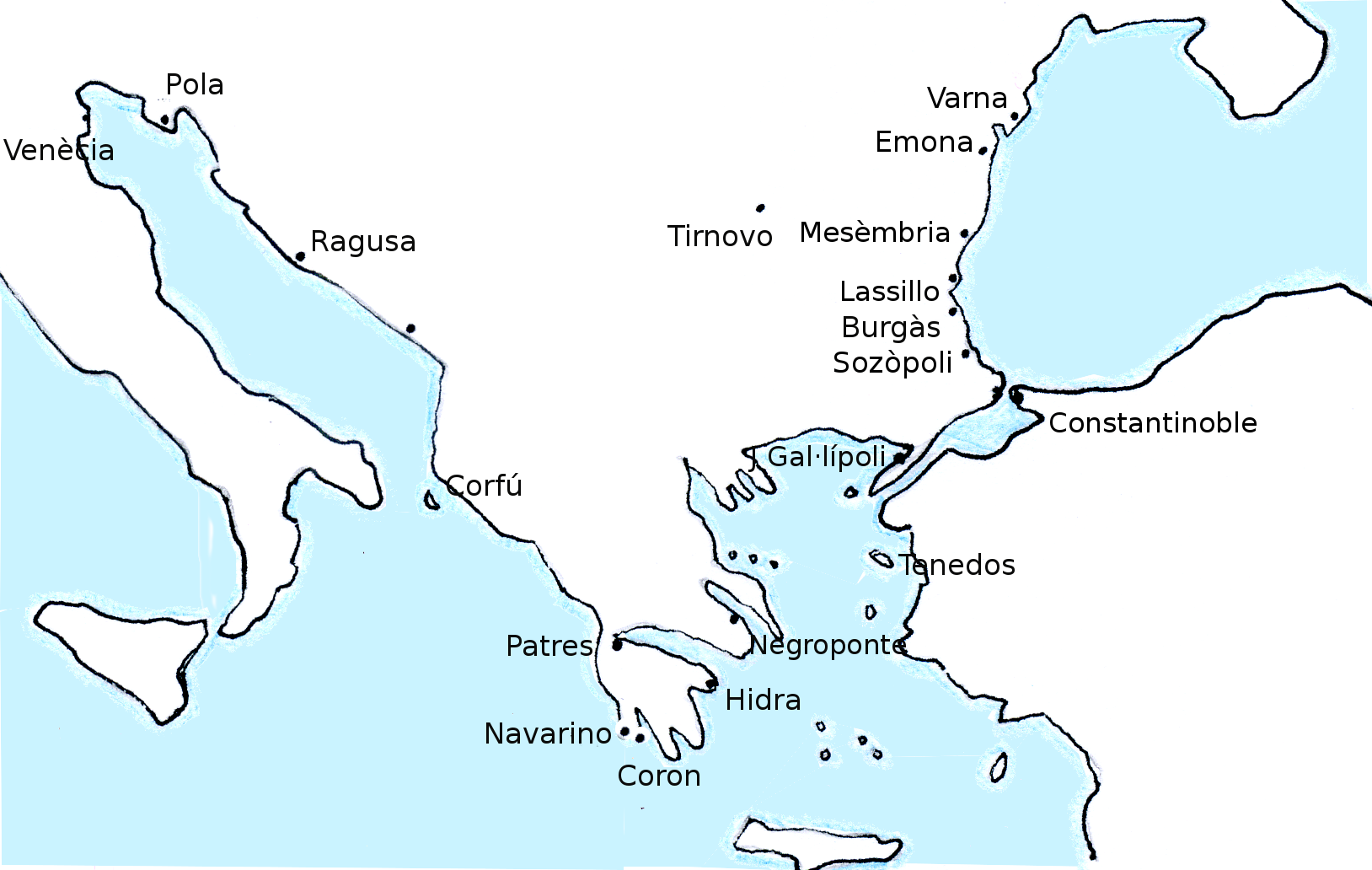
خريطة توضح مشاهد حملة ساڤوي الصليبية.

خلال الفترة المتبقية لأماديوس في القسطنطينية، سعى دون جدوى للتفاوض مع الإمبراطور البيزنطي يوحنا الخامس باليولوج على إنهاء الانقسام بين بين الكنيسة الأرثوذكسية الشرقية والكنيسة الكاثوليكية الغربية. على الرغم من أنه رَسَّمَ بولس (وفاة: 1371م) ليكون «بطريرك القسطنطينية اللاتيني» في غاليپولي وليس في القسطنطينية - احترامًا لليونانيين - إلا أن بولس عاد إلى إيطاليا مع الحملة الصليبية تاركًا القسطنطينية في 9 يونيو 1367م. أما أماديوس كونت ساڤوي فسافر على متن سفينة جديدة اشتراها رجله جيوڤاني دي كونتي (Giovanni di Conte).
في 13-14 يونيو، وصل الصليبيون إلى غاليپولي. دفع أماديوس أجور الحامية العسكرية، وسلّم المدينة والقلعة إلى البيزنطيين. بحلول 16 يونيو وصل الأسطول إلى تينيدوس (Tenedos). بين 20 و 22 يونيو مكثت في تشالسيس (Chalcis)، حيث دفع أماديوس أربعة قطع هيبربيرون ذهبية لاثنين من المنشدين الخاصين بروجر دي لوريا (Roger de Llúria)، النائب العام لدوقية أثينا، الذين أتوا مع تحيات سيدهم وأقاموا للترفيه عنه في المساء.
في خالكيش (Chalcis)، غادر الكثيرون الحملة الصليبية للذهاب إلى قبرص والقتال تحت قيادة الملك بطرس الأول، حيث وُعِدوا بفرصة أكبر لمحاربة الكفار بدلا من محاربة الإخوة المنشقين عنهم في المسيحية.
توقف الصليبيون العائدون من الحملة في ميثوني وجلارينتزا (Glarentza)، ليصلوا إلى جزيرة كورفو في 10 يوليو، وبعد أسبوع، توقفوا في دوبروفنيك (كرواتيا) وفي 29 يوليو نزلوا في البندقية وقد وسبقتهم أخبار انتصاراتهم.

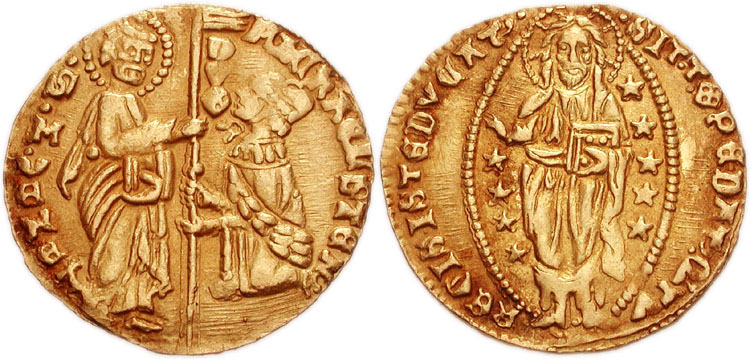
الذهب البندقي أو الدينار الأفرنتي كما كان يعرف في العالم الإسلامي و الدوقت أو الدوكات كما كان يعرف في أوروبا.

بقي أماديوس في قصر كارّاريسي (Carraresi) في البندقية لمدة خمسة أسابيع ليسدد الديون، ويقدم هدايا الشكر للكنائس، والحصول على المزيد من القروض: اقترض 8872 قطعة من الذهب البندقي من برطولوميو ميكائيليس (Bartholomeo Michaelis) و 10346 من فدريجو كورنارو (Federigo Cornaro).
زار أماديوس تريڤيزو في شمال شرق إيطاليا لبعض الاحتفالات التي لم يتضح سببها (23-26 أغسطس). وللوفاء بوعوده، كان على أماديوس أن يأخذ سفراء يوحنا الخامس إلى روما، فذهب عن طريق البر إلى باڤيا، حيث وصل في 18 سبتمبر لينتظر أمتعته القادمة من مياه نهر بو (Po) وخزينة أمواله الآتية من ساڤوي لتمويل رحلة الحج الأخيرة إلى روما.
في 25 سبتمبر، انطلق إلى بيزا، ومن هناك إلى ڤيتيربو، حيث التقى البابا أوربان وقدم السفارة البيزنطية ثم واصل مع الحاشية البابوية إلى روما، حيث دخل البابا أوربان المدينة رسميًا في 12 أكتوبر، وهو أول بابا يدخل روما منذ عام 1305م.
بقي أماديوس في روما قبل حوالي أسبوعين من العودة إلى شامبيري بفرنسا (Chambéry) بحلول عيد الميلاد، حيث مرّ عبر بيروجيا وفلورنسا (أوائل نوڤمبر)، ثم عبر باڤيا (منتصف نوڤمبر) وبارما وبورجو سان دونينو وكاستل سان جيوفاني.
خلال رحلته من البندقية إلى روما إلى ساڤوي، تم تكريم الكونت باعتباره صليبيًا منتصرًا.

## خسارة مدينتي إيمونا وغاليپولي

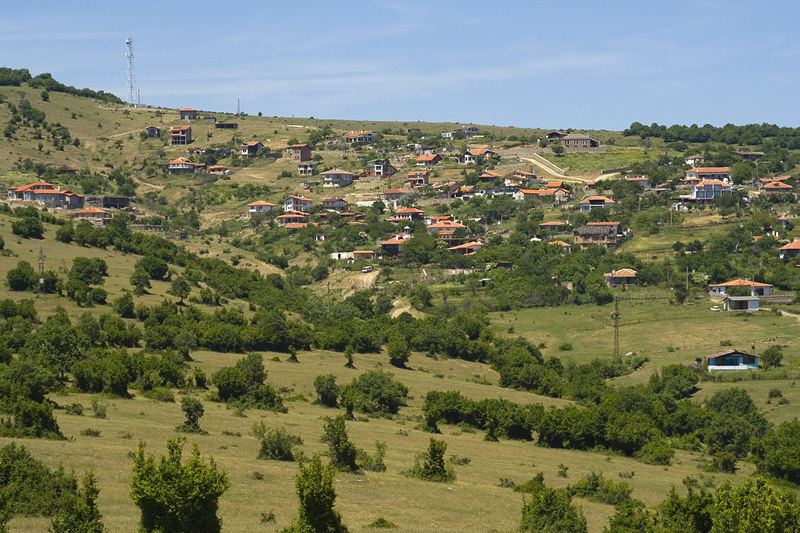
قرية إيمونا البلغارية حالياً.

### إيمونا
غادر أماديوس مدينة إيمونا وتركها في يد ابنه غير الشرعي أنطوان الأكبر مع حامية عسكرية صغيرة. وفقًا لمؤرِّخا ساڤوي: «جيهان سيرڤيون» (بالفرنسية: Jehan Servion)‏ و«جان دورونڤيل كباريه» (بالفرنسية: Jean d'Oronville Cabaret)‏، خدع سكانُ مدينة إيمونا الساڤويين بأفعال لطيفة قبل أن يقودوهم إلى كمين، حيث أسروا أنطوان الذي يُعتقد أنه قد ظل قابعًا في سجن بلغاري حتى وفاته. على الرغم من أن هذه الرواية لم تؤيدها مصادر سابقة، إلا أنه من المؤكد أن قد خسروا مدينة إيمونا أمام البلغار وأن أنطوان الأكبر لم يظهر في حسابات خزانة والده في أي وقت بعد الحملة الصليبية تلك.

### غاليپولي
لم تضع غاليپولي أمام العالم المسيحي بفعل أي عمل حربي قام به العثمانيون الأتراك، ولكن بعد ثلاث سنوات من انتهاء الحرب الأهلية البيزنطية (1373م-1379م) بين الإمبراطور يوحنا الخامس باليولوج وابنه أندرونيقوس الرَّابع، تم تسليم المدينة للعثمانيين من قبل هذا الأخير مقابل دعم العثمانيين له. وهكذا أخذ السلطان مراد الأول غاليپولي في شتاء 1376م-1777م، بعد عشر سنوات من الاحتلال المسيحي.